# Бульвар Шевченка (Маріуполь)
Бульвар Шевченка — вулиця міста Маріуполь, розташована в східно-західному напрямку на 1-2 км на північ від історичного центру міста, з'єднує густонаселені житлові масиви Центрального району Маріуполя: «Західний», «Кіровський», 17-й мікрорайон, а також Запорізьке шосе з великим промисловим підприємством «Азовсталь» та Лівобережним районом («Лівим берегом»), утворюючи при перетині річки Кальміус великий шляхопровід, що пропускає внутрішньоміський (всі види транспорту, у тому числі тролейбуси, трамваї) та транзитний транспорт.

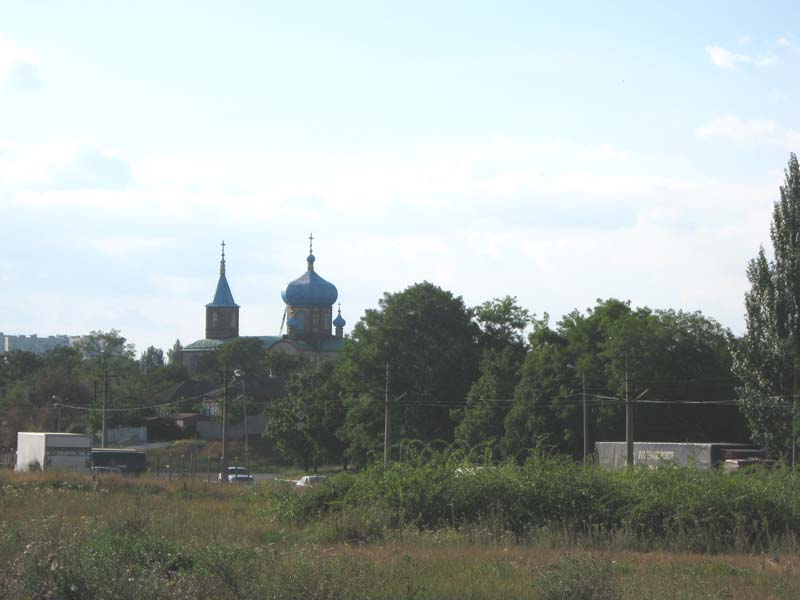
Краєвид на Новоселівку

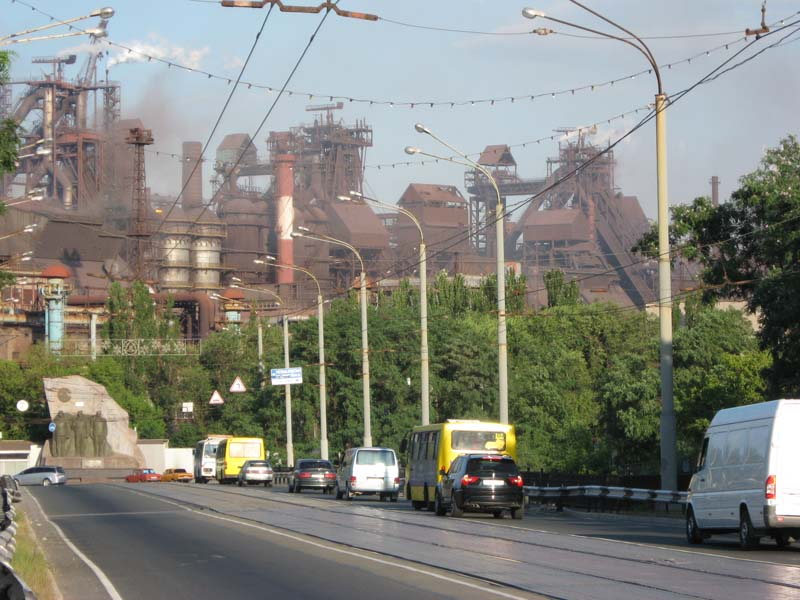
Шляхопровід «Пост-міст»

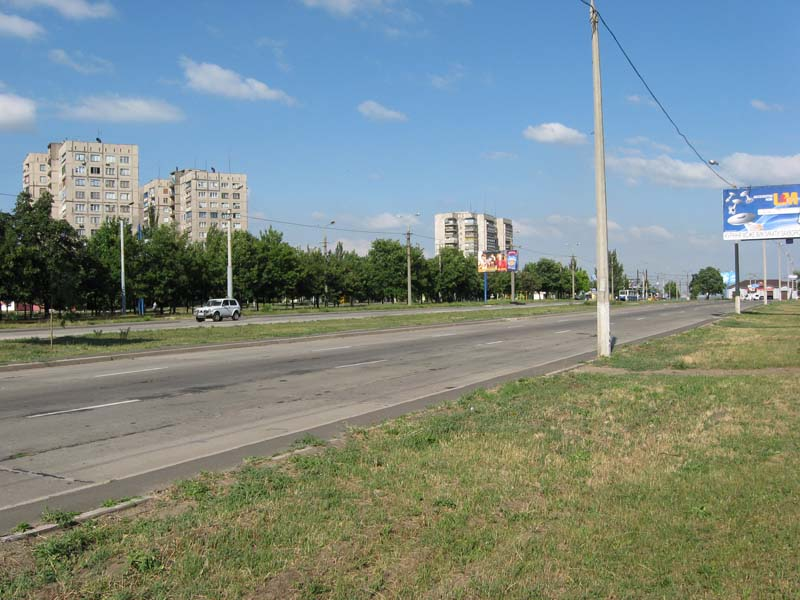
На перетині з просп. Будівельників

Протяжність бульвару близько 5,5 км.
На ділянках з приватним сектором (між проспектами Будівельників і Металургів — «Новоселівка») бульвар Шевченка часто називають вулицею.
Кількість розділених проїжджих частин варіює від однієї (на Новоселівці) до п'яти (в районі масиву «Західний» і 17-го мікрорайону), де бульвар Шевченка утворює велику автомагістраль шириною до 200 м. На всьому протязі бульвару прокладені трамвайні рейки.
Раніше бульвар мав назву Бахчисарайська вулиця.

## Пам'ятки
- Головні прохідні комбінату «Азовсталь»
- Міст через річку Кальміус («Пост-міст»)
- Будівля «ТОВ Стел» — «Торгові Євро Системи» і «ТОВ Domini» — «ТОВ КРОНАС»
- Супермаркет «Сільпо» (Раніше Супермаркет «IMAGO»)
- Супермаркет «Брусничка» (колишній «Наш Край», «Віват», колишній Кіровський універсам)
- Пам'ятник Тарасу Шевченку
- Універмаг «Орбіта»

## Перетин з вулицями
- вул. Торгова
- вул. Грецька
- вул. Куїнджі
- просп. Металургів
- вул. Казанцева
- пров. Променевий
- пров. Шевченка
- вул. Затишна
- вул. Софії Ковалевської
- вул. Івана Франка
- вул. Шота Руставелі
- вул. Кренкеля
- вул. Кооперативна
- вул. Польова
- просп. Будівельників
- вул. 9-ї Авіадивізії
- вул. Михайла Грушевського
- вул. Купріна
- Запорізьке шосе (продовження на захід)